# Futbol'nyj Klub Spartak-2 Moskva
Il Futbol'nyj Klub Spartak-2 Moskva (in russo Футбольный Клуб «Спартак-2 Москва»?) o più semplicemente Spartak-2 Mosca è una società calcistica russa con sede nella città di Mosca, seconda squadra dello Spartak Mosca.

## Storia
È stata brevemente attiva prima della Seconda guerra mondiale, partecipando a tre edizioni della Coppa dell'URSS.
Con la dissoluzione dell'Unione Sovietica ha giocato a livello professionistico dal 1992 al 2000 e poi nuovamente dal 2013 al 2022; vinse il proprio girone di terza serie in due occasioni: nel 1992, quando però non gli era consentito salire di categoria, e nella stagione 2014-2015, quando raggiunse la seconda serie.
Ottenne come miglior risultato un quinto posto nella seconda serie 2015-2016.

## Palmarès

### Competizioni nazionali
- Vtoraja liga Rossii: 2

1992 (Girone 3), 2014-2015 (Girone Ovest)
- Tret'ja Liga: 1

1994 (Girone 3)